# Championnat d'Oman de football 2003-2004
Navigation
Saison précédente Saison suivante
La saison 2003-2004 du Championnat d'Oman de football est la vingt-huitième édition de la première division au sultanat d'Oman, l'Oman League. Elle rassemble les douze meilleurs clubs du pays au sein d'une poule unique où ils s'affrontent à deux reprises, à domicile et à l'extérieur. En fin de saison, les deux derniers du classement sont relégués et remplacés par les deux meilleurs clubs de deuxième division.
C'est le club d'Al Nasr Salalah qui remporte le championnat cette saison après avoir terminé en tête du classement final, avec un seul point d'avance sur Mascate Club (club né de la fusion du tenant du titre, Ruwi FC et d'Al-Bustan) et cinq sur Al Oruba Sur. C'est le cinquième titre de champion d'Oman de l'histoire du club.

## Les clubs participants
| - Sur Club - Al-Suwaiq - Dhofar Club - Oman Club - Al-Khabourah SC - Al Nasr Salalah | - Mascate Club - Al-Seeb Sports Club - Al Oruba Sur - Saham Club - Al-Tali'aa - Promu de D2 - Al Nahda Club - Promu de D2 |

## Compétition
Le barème de points servant à établir le classement se décompose ainsi :
- Victoire : 3 points
- Match nul : 1 point
- Défaite : 0 point

### Classement
| Rang | Équipe              | Pts | J  | G  | N  | P  | Bp | Bc | Diff |
| ---- | ------------------- | --- | -- | -- | -- | -- | -- | -- | ---- |
| 1    | Al Nasr Salalah     | 46  | 22 | 14 | 4  | 4  | 54 | 30 | +24  |
| 2    | Mascate Club'T'C -4 | 45  | 22 | 15 | 4  | 3  | 51 | 18 | +33  |
| 3    | Al Oruba Sur        | 41  | 22 | 12 | 5  | 5  | 37 | 21 | +16  |
| 4    | Oman Club           | 32  | 22 | 9  | 5  | 8  | 25 | 20 | +5   |
| 5    | Dhofar Club         | 32  | 22 | 9  | 5  | 8  | 22 | 25 | -3   |
| 6    | Al-Tali'aaP         | 31  | 22 | 9  | 4  | 9  | 29 | 33 | -4   |
| 7    | Al-Seeb Sports Club | 26  | 22 | 6  | 8  | 8  | 24 | 24 | 0    |
| 8    | Al Nahda ClubP      | 26  | 22 | 6  | 8  | 8  | 26 | 29 | -3   |
| 9    | Sur Club            | 25  | 22 | 5  | 10 | 7  | 27 | 32 | -5   |
| 10   | Al-Khabourah SC     | 24  | 22 | 6  | 6  | 10 | 29 | 37 | -8   |
| 11   | Al-Suwaiq           | 18  | 22 | 4  | 6  | 12 | 31 | 58 | -27  |
| 12   | Saham Club          | 23  | 22 | 7  | 2  | 17 | 38 | 55 | -17  |

|  | Qualification pour la Coupe de l'AFC 2005                              |
|  | Qualification pour la Ligue des champions arabes de football 2004-2005 |
|  | Relégation directe en deuxième division                                |
|  | T : Tenant du titre C : Vainqueur de la Coupe d'Oman P : Promu de D2   |

- Mascate Club est sanctionné de 4 points pour avoir aligné à deux reprises un joueur non-qualifié.

## Bilan de la saison
| Championnat d'Oman de football 2003-2004                        |                            |
| Champion                                                        | Al Nasr Salalah (5e titre) |
| Coupes et trophées                                              |                            |
| Vainqueur de la Coupe d'Oman 2003-2004                          | Mascate Club               |
| Qualifications continentales                                    |                            |
| Coupe de l'AFC 2005                                             | Aucun                      |
| Ligue des champions arabes de football 2004-2005                | Mascate Club               |
| Promotions et relégations                                       |                            |
| Promus en Oman League                                           | Bahla Club                 |
| Promus en Oman League                                           | Al-Ittihad Club            |
| Promus en Oman League                                           | Al Ahli Sedab              |
| Relégués en Championnat d'Oman de football de deuxième division | Al-Suwaiq                  |
| Relégués en Championnat d'Oman de football de deuxième division | Saham Club                 |